# نورث هيمبستيد (نيويورك)
نورث هيمبستيد (بالإنجليزية: North Hempstead, New York)‏ هي معلم جغرافي تقع في الولايات المتحدة في مقاطعة ناسو، نيويورك. يقدر عدد سكانها بـ 226,322 نسمة ومساحتها 179.0 كم2 وترتفع عن سطح البحر 31 متر.